# Pipunculus zinovjevi
Pipunculus zinovjevi är en tvåvingeart som beskrevs av Kuznetzov 1991. Pipunculus zinovjevi ingår i släktet Pipunculus och familjen ögonflugor. Inga underarter finns listade i Catalogue of Life.